# Max Yasgur

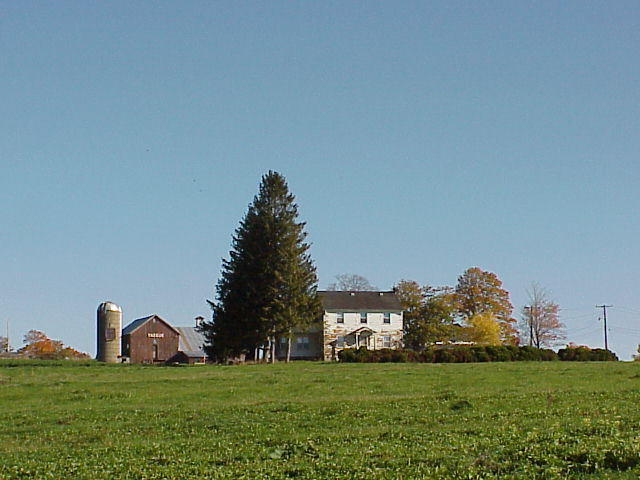
De boerderij van Max Yasgur

Max Yasgur (New York, 15 december 1919 - Marathon, 8 februari 1973) was een Amerikaanse melkveehouder, op wiens land  in 1969 het Woodstockfestival plaatsvond.
Yasgur sprak tijdens het festival kort tegen het publiek, deze toespraak is opgenomen in de film Woodstock die van het festival werd gemaakt.
Na het festival ontving Yasgur een bedrag van 50.000 dollar als schadevergoeding. In 1970 werd hij door zijn buren aangeklaagd, wegens de schade die de festivalgangers hadden aangericht aan hun bezittingen. 
Joni Mitchells nummer "Woodstock" verwijst naar "Yasgur's Farm".